# سیارک ۴۸۴۳
سیارک ۴۸۴۳ (به انگلیسی: 4843 Megantic، نامگذاری:1990DR4) چهار هزار و هشتصد و چهل و سومین سیارک کشف شده‌است که در ۲۸ فوریه ۱۹۹۰ کشف شد.
قدر مطلق سیارک برابر ۱۱٫۰۰ است.